# Кулеткачество
Кулеткачество (чув. чăпта çапни) — изготовление кулей и рогож, традиционное занятие чувашей.

## История
Поначалу кулеткачество в Чувашском крае удовлетворяло местные потребности, но уже к середине XVII века из Чувашии через Чебоксарскую пристань вывозились большие партии на экспорт. На это занятие указал в начале XVII века немецкий путешественник Адам Олеарий.  
С середины XIX века кулеткачество в Чувашии становится широкомасштабным. Кулеткацкие заведения появляются в Чебоксарах и Цивильске в 1875 году. 
С середины 1880-х годов центром кулеткачества становится Янгильдинская волость Козьмодемьянского уезда. Так же оно распространилось в Тогашевской, Акулевской, Цивильской, Кошелеевской, Чебаевской волостях. В конце XIX века в Чувашии было более 20 кулеткацих мастерских. 
Появляются артели кулеткачей: в Чебаевской волости — артель «Кулеткач», в селе Ишаки Козьмодемьянского уезда — «Трудовая артель кулечников». 
Кули и рогожи под зерно сбывались на Нижегородской ярмарке, рыбные мешки отправлялись в Астрахань. Так, в 1908 с Чебоксарской пристани отгружено 204 тысячи пудов кулей и рогож.
В 1919 году выработка мочальной тары была монопольно взята в свои руки Казанским Губпродкомом, в Чебоксарах им была организована контора «Куль», заведование которой было поручено хорошо знающему кулеткацкое дело С. З. Яруткину. От Губпродукта кулеткацкое дело перешло к Гублесу, а затем в 1920 году к Облкустпрому. Он, по мнению властей, должен был стать высшим органом наблюдения и регулирования деятельности организаций по кустарной промышленности Чувашской автономной области. Предполагалось, что Облкустпром возьмет на себя обязанности по снабжению их материалами, инструментами, продовольствием, фуражем и т.д., будет оказывать содействие при получении ими делянок, принимать меры к техническому обслуживанию кустарных промыслов. Он был обязан также оказывать поддержку населению, желающему объединиться в кустарно-промысловые артели.
Кули и рогожи благодаря своим специфическим свойствам, предохраняющим упакованный в них товар от излишнего высыхания и не пропускающим влагу, среди других упаковочных материалов в 20-х годах XX века продолжали пользоваться большим спросом как на внутреннем, так и на внешнем рынке. 

## Производство
Орудия, употребляемые при кулеткачестве:
- хĕç (бёрдо),
- стрепало (лучинообразная, длинная, узкая доска, которой ткут),
- йёп (игла с ушками) на двух концах лучины,
- çĕлемелли йёп (железная игла),
- лентă (узкая, длинная полоска мочала, которая служит вместо продажных ниток),
- вётти (мелкие и короткие полоски мочала, которые идут вместо поперечных ниток в тканье),
- куши тумалли муссор (из которого вьют толстую веревку для краев кулья).

Ежедневно работа начиналась в 2 часа ночи и кончалась в сумерки, по 16-18 часов в сутки.